# Chris Edgerly
Beau Flynn est un producteur de cinéma et de télévision américain né le 23 mars 1970 à Miami en Floride.

## Filmographie

### Cinéma
- 1987 : Le Petit Grille-pain courageux : voix additionnelles
- 1996 : Beavis et Butt-Head se font l'Amérique : voix additionnelles
- 1996 : The Return of Eddie Player : Eddie Player
- 1999 : The Amazing Adventures of Spider-Man : J. Jonah Jameson, Peter Parker et Spider-Man
- 2000 : La Route d'Eldorado : voix additionnelles
- 2001 : La Chute du faucon noir : voix additionnelles
- 2003 : RAP Connection : voix additionnelles
- 2005 : Final Fantasy VII: Advent Children : Cid Highwind
- 2005 : Zig Zag, l'étalon zébré : voix additionnelles
- 2005 : Mr. et Mrs. Smith : voix additionnelles
- 2005 : Chicken Little : voix additionnelles
- 2006 : The Wild : Cloak
- 2006 : La Peur au ventre : voix additionnelles
- 2006 : Georges le petit curieux : voix additionnelles
- 2006 : Astérix et les Vikings : voix additionnelles
- 2006 : Little Man : voix additionnelles
- 2006 : Miami Vice : Deux Flics à Miami : voix additionnelles
- 2006 : Dr. Dolittle 3 : les chevaux et le cochon
- 2006 : Happy Feet : voix additionnelles
- 2007 : The Invincible Iron Man : voix additionnelles
- 2007 : Pathfinder - Le Sang du guerrier : voix additionnelles
- 2007 : TMNT : Les Tortues Ninja : voix additionnelles
- 2011 : Don gato y su pandilla : Benny et le Robot
- 2012 : Koala Kid : Boris
- 2012 : Back to the Sea : le poisson propre
- 2012 : Road to Ninja : Naruto, le film : Hidan
- 2013 : Conjuring : Les Dossiers Warren : voix additionnelles
- 2015 : Don Gato : El Inicio de la Pandilla : Benny
- 2016 : Passengers : InfoMat et Deejay
- 2017 : Le Secret des Kennedy : Edmund Dinis
- 2020 : Rendez-vous avec le destin : Phonic Frog
- 2020 : Fight Night : Pathfinder

### Télévision
- 1995 : SeaQuest, police des mers : l'ami de Ross (1 épisode)
- 1996-1998 : Kenan et Kel : Mothman, le messager et le voleur de voiture (3 épisodes)
- 1997 : The Mystery Files of Shelby Woo : Marty Mendel (1 épisode)
- 2000 : The Michael Richards Show : l'homme au téléphone (1 épisode)
- 2001 : Le Drew Carey Show : le propriétaire du magasin de DVD (1 épisode)
- 2004-2006 : Drawn Together : plusieurs personnages (11 épisodes)
- 2004-2007 : Harvey Birdman, Attorney at Law : Peter Potamus et le médecin (25 épisodes)
- 2005 : Un gars du Queens : le pilote (1 épisode)
- 2005 : Nom de code : Kids Next Door : le stagiaire (1 épisode)
- 2005 : Duck Dodgers : Steve Boston (2 épisodes)
- 2006 : Mon copain de classe est un singe : Principal Wolverine (1 épisode)
- 2006-2007 : Celebrity Deathmatch : Nick Diamon et Mills Lane (16 épisodes)
- 2007-2016 : Naruto: Shippûden : Hidan, et autres personnages (36 épisodes)
- 2008 : Digimon Data Squad : Dynasmon, le pilote et le médecin (3 épisodes)
- 2008-2009 : Wolverine et les X-Men : Agent Haskett et Carl (3 épisodes)
- 2010 : Star Wars: The Clone Wars : Eeth Koth (1 épisode)
- 2011 : Les Griffin (1 épisode)
- 2011 : The Daily Show : Duck Hunter (1 épisode)
- 2011-2021 : Les Simpson : voix additionnelles (254 épisodes)
- 2012 : Mad : Shrek et Megatron (1 épisode)
- 2012-2014 : Dragons : Cavaliers de Beurk : Gobber (31 épisodes)
- 2014 : Hot in Cleveland : Abraham Lincoln (1 épisode)
- 2014-2017 : Clarence : plusieurs personnages (8 épisodes)
- 2015-2018 : Princesse Sofia : Babble et Elfred (2 épisodes)
- 2015-2018 : Dragons : Par-delà les rives : Gobber (20 épisodes)
- 2017 : Transformers Robots in Disguise : Mission secrète : Crustacion (1 épisode)
- 2017-2020 : F Is for Family : voix additionnelles (7 épisodes)
- 2018-2020 : Baki : Yanagi, Jeff et autres personnages (12 épisodes)
- 2019 : Ultraman : Yosuke Endo et le serveur (5 épisodes)
- 2019 : Tom et Jerry Show : Rudy, Rolph et Mice (9 épisodes)
- 2019 : Spider-Man : Allan Beemont et un homme (1 épisode)
- 2021 : Solar Opposites (1 épisode)

### Jeu vidéo
- 2003 : Tales of Symphonia : Yuan, Kvar et Magnius
- 2003 : Maximo vs. Army of Zin : Grim Reaper, un bandit et le garde de Morgan
- 2003 : Rise to Honour
- 2003 : The Cat in the Hat : le chat
- 2003 : Le Seigneur des anneaux : Le Retour du roi : Aragorn
- 2004 : The Punisher : Spacker Dave, un Yakuza et un voyou russe
- 2004 : Ground Control II: Operation Exodus : Capitaine Jacob Angelus
- 2004 : Terminator 3: The Redemption : Daniel et autres personnages
- 2004 : Ty the Tasmanian Tiger 2: Bush Rescue : Bruce, Ken et Sneath
- 2004 : Les Indestructibles
- 2004 : Le Seigneur des anneaux : Le Tiers-Âge : Elegost, Aragorn et lieutenant d'Eomer
- 2004 : EverQuest II : plusieurs personnages
- 2004 : Halo 2 : Brute
- 2004 : Call of Duty: Finest Hour : voix additionnelles
- 2004 : World of Warcraft
- 2004 : Le Seigneur des anneaux : La Bataille pour la Terre du Milieu : Aragorn et Éomer
- 2004 : Medal of Honor: Pacific Assault
- 2005 : Shadow of Rome
- 2005 : Project Snowblind : Lieutenant Colonel Kanazawa
- 2005 : SWAT 4 : Zack Fields
- 2005 : Rogue Galaxy : Izel, Tony et Ragnar
- 2005 : The Incredible Hulk: Ultimate Destruction : un journaliste
- 2005 : Scooby-Doo! Unmasked : plusieurs personnages
- 2005 : Evil Dead: Regeneration : plusieurs personnages
- 2005 : Ty the Tasmanian Tiger 3: Night of the Quinkan : Ken, Jack et Bruce
- 2005 : Ryū ga Gotoku : voix additionnelles
- 2005 : Kingdom Hearts 2 : Cid Highwind
- 2006 : Dirge of Cerberus: Final Fantasy VII : Cid Highwind
- 2006 : SWAT 4: The Stetchkov Syndicate : Zack
- 2006 : 24: The Game
- 2006 : Le Seigneur des anneaux : La Bataille pour la Terre du Milieu II : Aragon et Éomer
- 2006 : Ghost Recon Advanced Warfighter
- 2006 : Final Fantasy XII : Havharo
- 2006 : Pirates des Caraïbes : La Légende de Jack Sparrow : plusieurs personnages
- 2006 : Justice League Heroes : Flash et Wally West
- 2006 : Happy Feet : plusieurs personnages
- 2006 : Eragon : Roran
- 2006 : Le Seigneur des anneaux : La Bataille pour la Terre du Milieu II - L'Avènement du Roi-Sorcier : Aragorn et Éomer
- 2006 : Armored Core 4 : Berlioz, Sadhana et Eugene
- 2006 : Microsoft Flight Simulator X : voix additionnelles
- 2007 : Ghost Recon Advanced Warfighter 2
- 2007 : Le Seigneur des anneaux Online : Aragorn
- 2007 : The Darkness : Chester Coleman, Melvin Caines et Silvio Leatherchest
- 2007 : Halo 3 : Grunts
- 2007 : SWAT: Target Liberty : Zack Fields
- 2007 : Mass Effect : Capitaine Ventralis et autres personnages
- 2007 : À la croisée des mondes : La Boussole d'or : Lord Asriel et autres personnages
- 2008 : The Incredible Hulk : plusieurs personnages
- 2008 : Lego Batman, le jeu vidéo : Mad Hatter et Man-Bat
- 2008 : Call of Duty: World at War - Final Fronts
- 2008 : Shaun White Snowboarding
- 2008 : Le Parrain 2 : Agent Henry Mitchell
- 2009 : Le Seigneur des anneaux : L'Âge des conquêtes : Aragorn
- 2009 : Ninja Blade : Ken Ogawa
- 2009 : X-Men Origins: Wolverine : Remy LeBeau
- 2009 : Terminator Salvation : un soldat de la résistance
- 2009 : Infamous : un piéton
- 2009 : Transformers: Revenge of the Fallen
- 2009 : G.I. Joe : Le Réveil du Cobra : Kamakura
- 2009 : Halo 3: ODST : Grunt
- 2009 : Ratchet and Clank: A Crack in Time : Terachnoïde
- 2009 : Cars: Race-O-Rama
- 2009 : Brutal Legend : Thunderdogs et Glamhogs
- 2009 : Dragon Age: Origins : plusieurs personnages
- 2009 : Assassin's Creed II : voix additionnelles
- 2009 : The Saboteur : Renard
- 2009 : Naruto Shippūden: Ultimate Ninja Heroes 3 : Hidan et autres personnages
- 2009 : Final Fantasy XIII : les habitants de Cocoon
- 2010 : Mass Effect 2 : plusieurs personnages
- 2010 : End of Eternity : Sullivan
- 2010 : Supreme Commander 2
- 2010 : Dragons : Gobber
- 2010 : Alpha Protocol : Sergei Surkov
- 2010 : Spider-Man : Dimensions : voix additionnelles
- 2010 : Le Seigneur des anneaux : La Quête d'Aragorn : Éomer
- 2010 : Halo: Reach : Grunt
- 2010 : Naruto Shippūden: Ultimate Ninja Storm 2 : Hidan
- 2010 : Assassin's Creed Brotherhood : plusieurs personnages
- 2011 : Operation Flashpoint: Red River : les marines
- 2011 : Cars 2
- 2011 : Iron Brigade : Claude
- 2011 : Gears of War 3 : un marin
- 2011 : Naruto Shippūden: Ultimate Ninja Impact : Hidan
- 2011 : Le Seigneur des anneaux : La Guerre du Nord : Aragorn
- 2011 : Final Fantasy XIII-2 : voix additionnelles
- 2012 : Naruto Shippūden: Ultimate Ninja Storm Generations : Hidan
- 2012 : Mass Effect 3 : voix additionnelles
- 2012 : Kinect Star Wars : un fermier felucien
- 2012 : Diablo III : voix additionnelles
- 2012 : Anarchy Reigns : Douglas Williamsburg et Garuda
- 2012 : Lego Le Seigneur des anneaux : Aragorn et autres personnages
- 2012 : Hitman: Absolution
- 2013 : Naruto Shippūden: Ultimate Ninja Storm 3 : Hidan
- 2013 : Planes
- 2013 : DuckTales Remastered : Gyro
- 2013 : Infinity Blade III : TEL
- 2013 : Skylanders: Swap Force : Pop Thorn
- 2013 : Final Fantasy XIII - Fabula Nova Crystalis : un passager et une sentinelle
- 2014 : Diablo III: Reaper of Souls : voix additionnelles
- 2014 : The Amazing Spider-Man 2 : Dennis Carradine et autres personnages
- 2014 : Teenage Mutant Hero Turtles : Foot Ninja et Purple Dragon
- 2014 : Disney Infinity: Marvel Super Heroes : Yondu
- 2014 : Skylanders: Trap Team : Pop Thorn
- 2015 : Disney Infinity 3.0 : Yondu
- 2015 : Skylanders: SuperChargers : Pop Thorn
- 2016 : Naruto Shippūden: Ultimate Ninja Storm 4 : Hidan et Roshi
- 2016 : World of Warcraft: Legion
- 2019 : Kingdom Hearts 3 : Cid Highwind
- 2019 : Apex Legends : Pathfinder
- 2020 : Mafia: Definitive Edition : voix additionnelles
- 2020 : Medal of Honor: Above and Beyond : Sarge
- 2021 : Mass Effect: Édition Légendaire : Capitaine Ventralis et autres personnages